# Saundersiops confluens
Saundersiops confluens är en tvåvingeart som beskrevs av Townsend 1914. Saundersiops confluens ingår i släktet Saundersiops och familjen parasitflugor.
Artens utbredningsområde är Peru. Inga underarter finns listade i Catalogue of Life.